# Cerkiew św. Michała Archanioła w Sokołowsku
Cerkiew pod wezwaniem św. Michała Archanioła – prawosławna cerkiew parafialna w Sokołowsku. Należy do dekanatu Wrocław diecezji wrocławsko-szczecińskiej Polskiego Autokefalicznego Kościoła Prawosławnego.

## Historia
Zbudowana w latach 1900–1901 z błogosławieństwa metropolity petersburskiego Palladiusza, staraniem Bractwa św. Włodzimierza, dla kuracjuszy przyjeżdżających do miejscowego uzdrowiska (Sokołowsko). Konsekracji cerkwi dokonał 3 września 1901 kapelan rosyjskiej ambasady w Berlinie – protoprezbiter Aleksy von Maltzow. Cerkiew służyła wiernym do końca lat 30.
Po II wojnie światowej została porzucona i zapomniana ulegała dewastacji, przez pewien czas była użytkowana jako kostnica. Od 1980 do 16 sierpnia 1996 stanowiła własność prywatną – jako dom letniskowy (o istnieniu cerkwi w Sokołowsku władze zwierzchnie Kościoła Prawosławnego w Polsce dowiedziały się dopiero w 1989 ze wzmianki w lokalnej gazecie).
Staraniem parafii prawosławnej św. Cyryla i św. Metodego we Wrocławiu na Piasku i uzyskaniu subwencji z Fundacji „Renovabis” w Freising cerkiew została odkupiona i po generalnym remoncie przywrócona do pierwotnego przeznaczenia. Dnia 5 kwietnia 1997 arcybiskup wrocławski i szczeciński Jeremiasz dokonał poświęcenia nowego krzyża wieńczącego cerkiew (pierwszy zdjęto w latach 80.). Od 1999 przy cerkwi istnieje pracownia pisania ikon i mała galeria ikonopisa Michała Boguckiego.
Obecnie (od 1998 r.) cerkiew pełni funkcję świątyni parafialnej dla wiernych z Sokołowska i regionu pogranicza polsko-czeskiego. Jest też miejscem modlitwy dla uczestników obozów młodzieżowych i turystów z innych regionów Polski oraz z zagranicy odwiedzających Sokołowsko. Setną rocznicę poświęcenia cerkwi z udziałem J.E. Abpa Jeremiasza obchodzono 10 listopada 2001.
W 2008 dach świątyni został zniszczony w czasie huraganu, gdy spadł na niego powalony świerk. Mimo to cerkiew nadal pozostawała czynna.
W 2018 r. w cerkwi umieszczono relikwie św. Łukasza Biskupa Krymu, sprowadzone z Ukrainy.
Obiekt został wpisany do rejestru zabytków 30 listopada 1984 pod nr 1048/WŁ.

## Zwiedzanie
Cerkiew udostępniona jest zwiedzającym od rana do zmierzchu. Do świątyni najłatwiej trafić z centrum Sokołowska drogą przy kościele i szpitalu „Biały Orzeł” (dróżką w głąb parku). Po prawej stronie mija się Dom św. Elżbiety, 100 metrów dalej na niewielkim wzniesieniu stoi cerkiew. Jeżeli cerkiew jest zamknięta, należy podejść do Domu św. Elżbiety i poprosić o jej otwarcie.

## Galeria

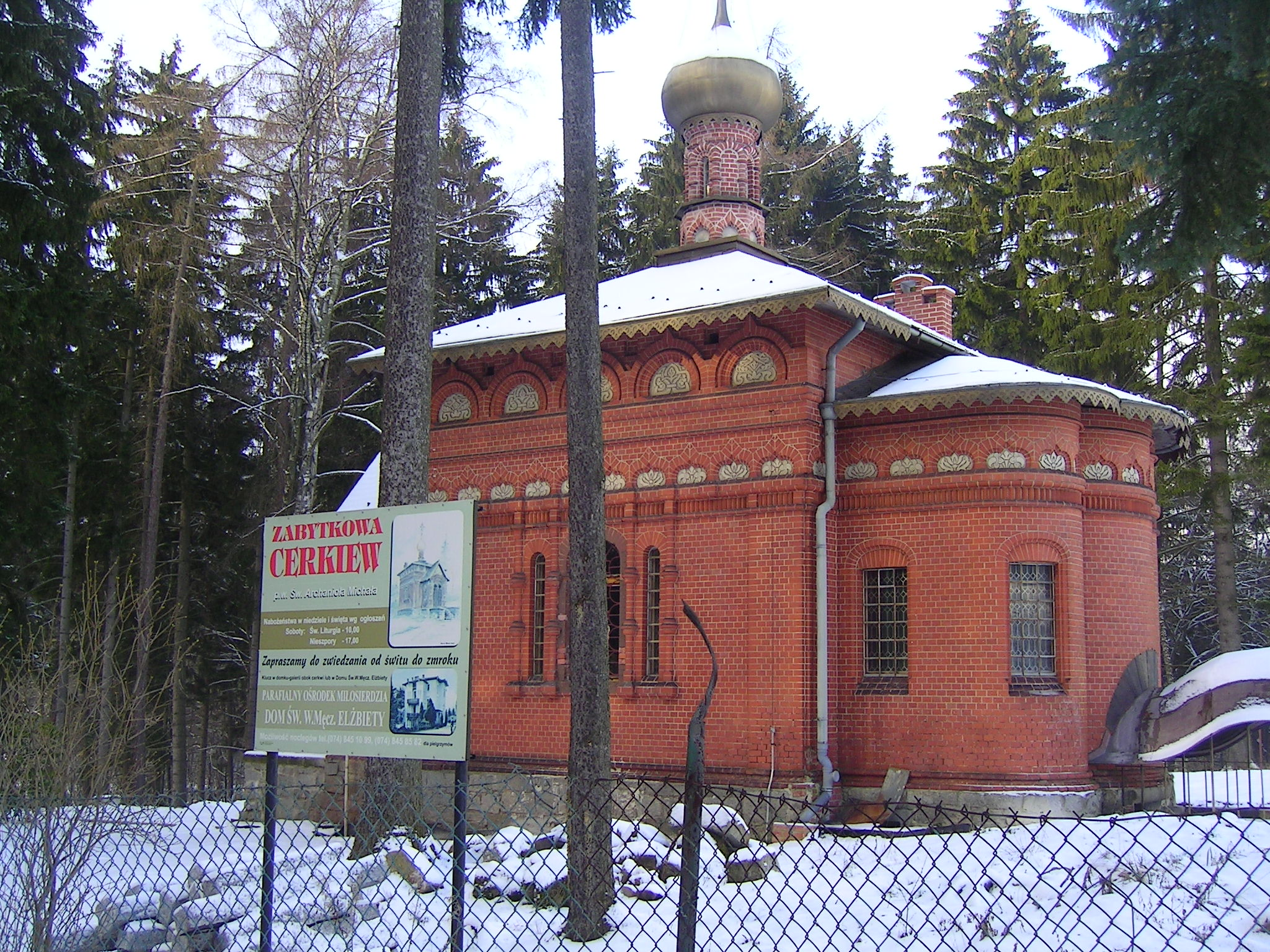
Cerkiew św. Archanioła Michała – od S–W
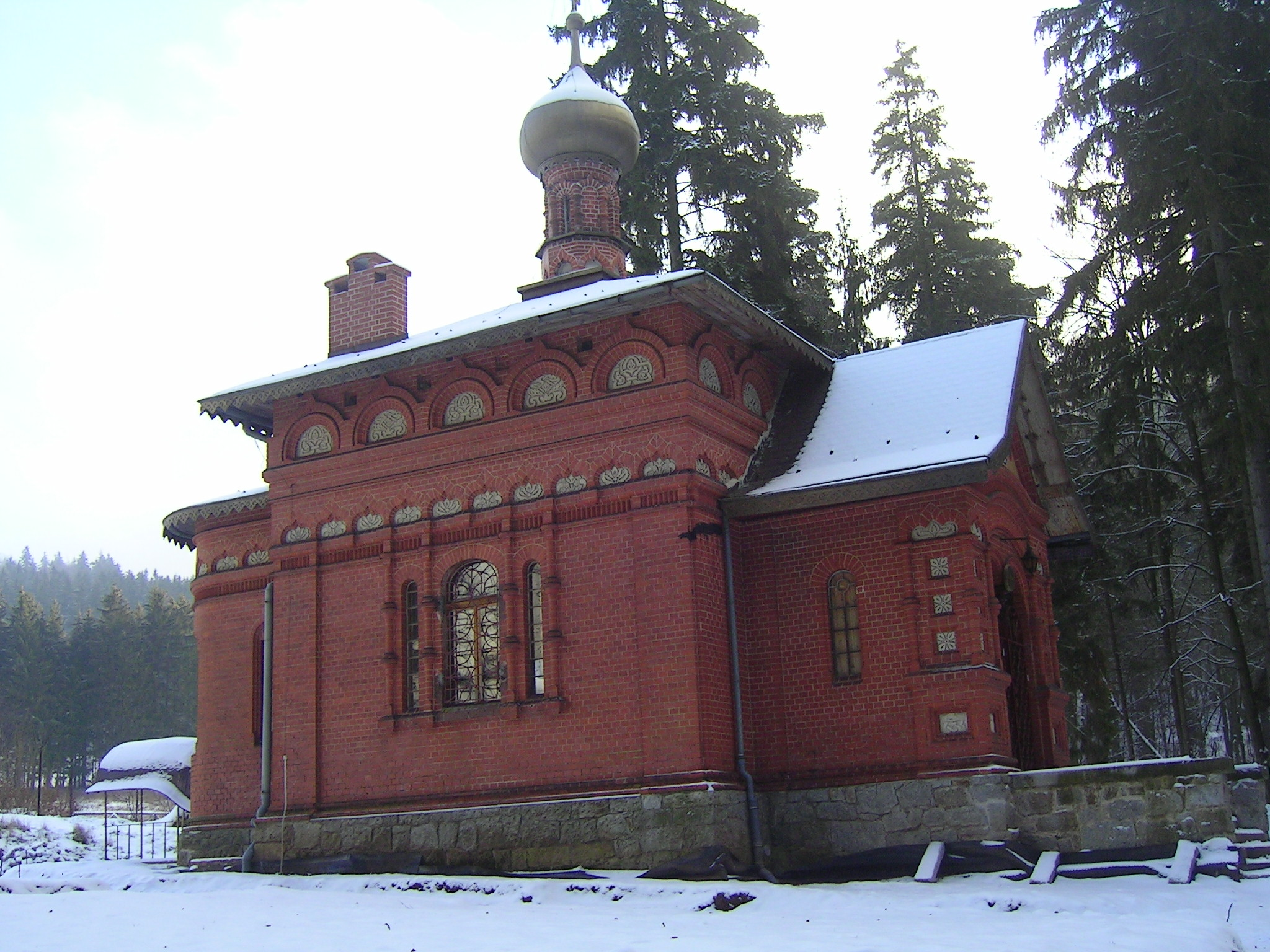
Cerkiew św. Archanioła Michała – od N–E
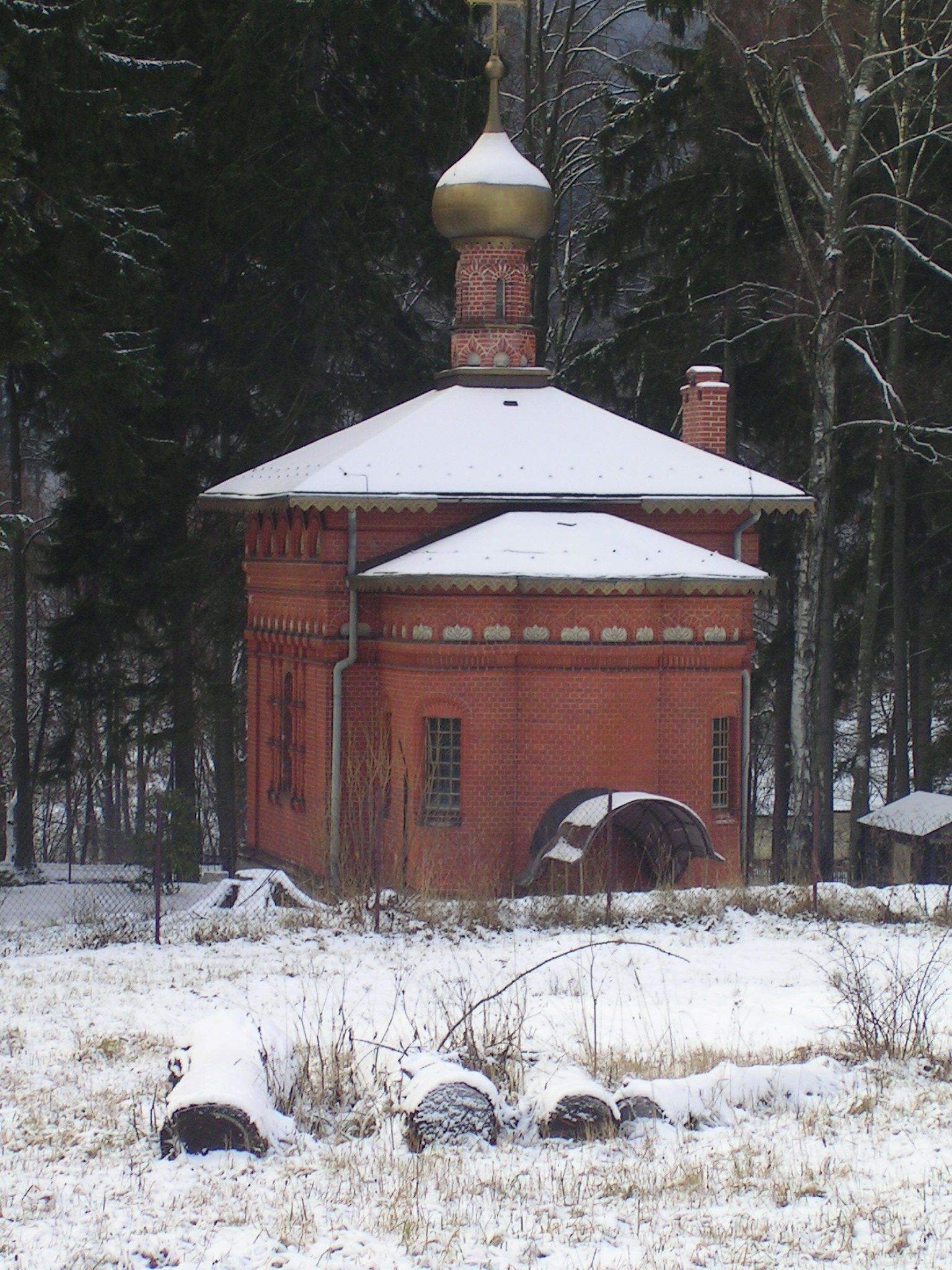
Cerkiew św. Archanioła Michała – od tyłu
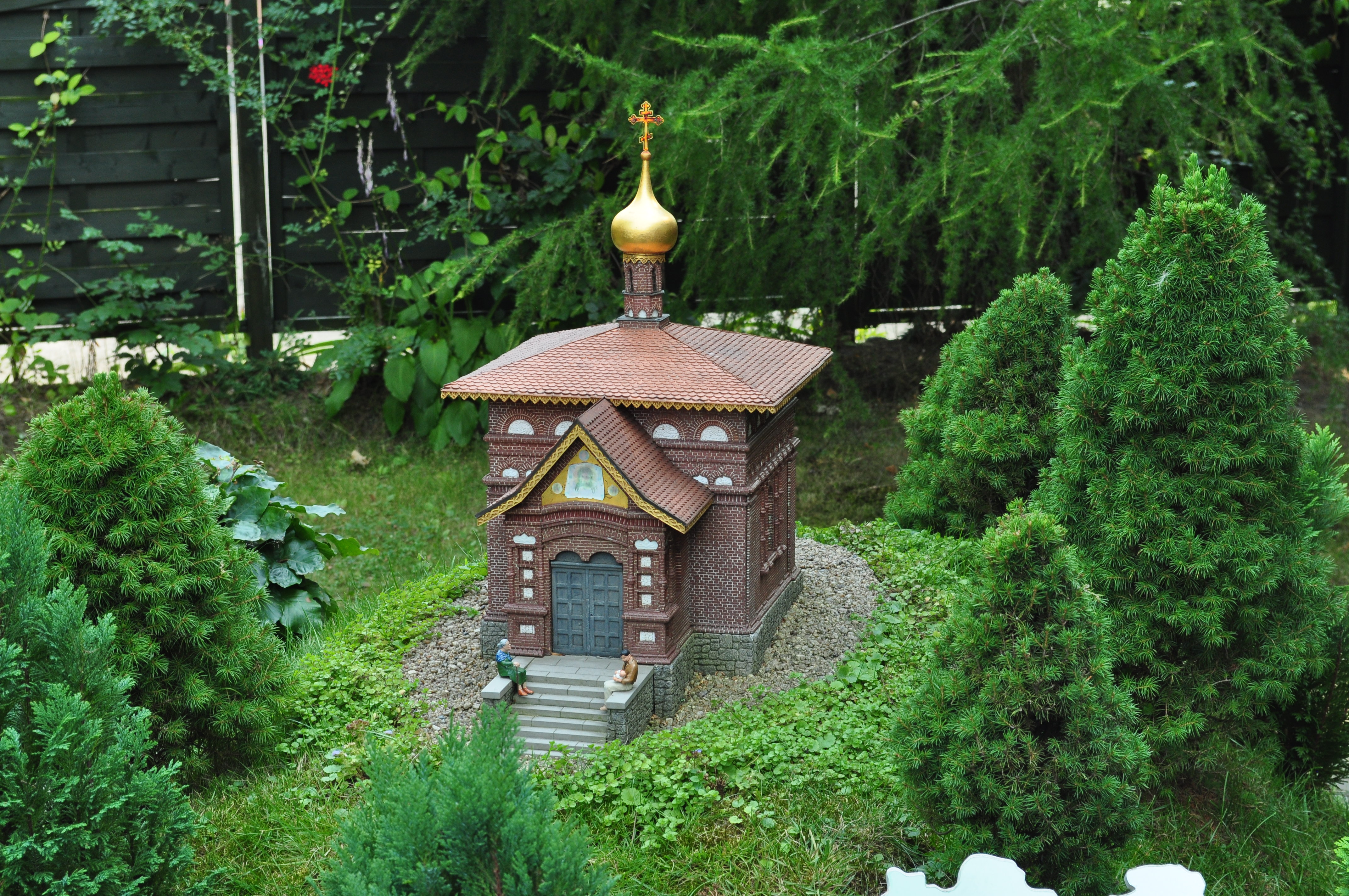
Makieta cerkwi w Parku Miniatur Zabytków Dolnego Śląska w Kowarach